# Делчо Илчев
Делчо Събев Илчев е български учен ентомолог и учител.

## Биография
Роден е на 29 май 1885 г. в Панагюрище. Учи в родния си град, а средно образование получава в София. През 1911 година завършва естествени науки в Софийския университет „Свети Климент Охридски“. През 1907 г. е назначен в Царската ентомологическа станция и се запознава с цар Фердинанд I, който също има интереси в тази област. В 1909 г. е назначен за кандидат учител във Втора мъжка гимназия, а през 1910 г. като редовен учител в Шеста мъжка прогимназия в София. В свободното си време работи в Ентомологическата станция, където помага на д-р Иван Буреш. През 1911 – 1912 г. завършва школата за запасни офицери в Княжево и е зачислен в 8-и приморски пехотен полк във Варна като кандидат офицер, а след това е произведен в подпоручик. По време на Балканската война е ранен при Колиби-Караагач. Награден е с няколко ордена за храброст. По време на Първата световна война, през 1915 г. е зачислен към 41-ви пехотен полк. Взводен командир е на осма рота от полка. Участва в боевете в Сърбия и Македония. Отзован е през 1916 г. и взима участие в обиколките на цар Фердинанд по бойните полета. От 1918 г. Илчев е началник на Царската ентомологическа станция. На 14 април 1925 г. придружава цар Борис III при негово двудневно пътуване в Стара планина, където прекарват празника цветница в района на връх Мургаш. Там Делчо Илчев събира насекоми и диви кокичета за хербариума на Царския музей. В 10 часа в Арабаконашкия проход е извършен атентат срещу цар Борис III. При престрелка с атентаторите Делчо Илчев и ловецът Петър Котев са убити в опит да защитят царя.
Погребан е в парцел 3 на Централните софийски гробища. 

## Научна дейност
От 1908 до 1911 г. изучава пеперудената фауна на Средна гора – посещава всички по-високи върхове в планината. След това изучава пеперудите в Родопите, Странджа, Кресненското дефиле, района на Айтос и др. По време на войните събира фаунистичен материал и изучава фауната на Тракия и Македония. През 1909 – 1911 г., заедно с д-р Иван Буреш, цар Фердинанд го изпраща на експедиция в Мала Азия, Принцовите острови, Гърция и адриатическото крайбрежие на Далмация.
В Ентомологичната станция изследва биологията на насекомите вредители по лозята, овощните градини и царевицата.
Колекцията му от пеперуди и други насекоми се съхранява в Националния природонаучен музей в София.

## Научни трудове
Автор е на 35 научни и научнопопулярни статии за българската фауна. По-известни негови трудове са:
- „Средна гора и нейната пеперудна фауна Архив на оригинала от 2017-08-28 в Wayback Machine.“ (1912)
- „Принос към пеперудната фауна на Кресненското дефиле“
- „Принос към пеперудната фауна на Централните Родопи“
- „Принос към пеперудната фауна на Витошката околност“
- „Принос към пеперудната фауна на българска Странджа планина“
- „Мъхнатия бръмбар по овощните и житни растения“
- „Сивия червей като неприятел на лозата“

## Статии
От 1921 г. Делчо Илчев сътрудничи на списанията „Природа“, „Земеделие“ и „Ловец“, както и на вестниците „Вестник на кооперативните дружества в Сухиндол“, „Земеделски уроци“, „Стожер“ и др. Автор е на статиите:
- „Богомолка“ (год. XIX, кн. 6 – 7)
- „Пирин планина“ (год. XIX, кн. 9 – 10)
- „Пиринските езера“ (год. XX, кн. 4 – 5)
- „Плюещата цикада“ (год. XX, кн. 10)
- „Свещения торен бръмбар“ (год. XXI, кн. 4)
- „Безчувственост и престорена смърт у насекомите“ (год. XXI, кн. 7 – 8)
- „Полския щурец“ (год. XXIII, кн. 8 – 9)
- „Хлебарките“ (год. XXIV, кн. 3)
- „Поповото прасе“ (год. XXIV, кн. 4)